# Obóz NKWD w Równem
Obóz NKWD w Równem (inaczej Obóz Rówieński NKWD, oficjalnie Budowa Nr 1 NKWD) – system około 20 punktów obozowych rozlokowanych wzdłuż budowanej w morderczym tempie drogi strategicznej Nowogród Wołyński–Lwów przez Równe, Dubno i Brody.
Wczesną jesienią 1939 NKWD skierowało 24 tys. jeńców, szeregowych i podoficerów Wojska Polskiego, do tejże budowy.
Jednak już w połowie października 1939 blisko połowa zatrzymanych jeńców stała się przedmiotem umowy zawartej między NKWD a Ludowym Komisariatem Metalurgii Żelaza ZSRR. Umowa ta przewidywała przekazanie (wynajęcie) 10-11 tys. jeńców pracujących na "Budowie Nr 1 NKWD" do dyspozycji wspomnianego Komisariatu, który miał ich zatrudnić w kopalniach rudy żelaza w Donbasie i Krzywym Rogu.
W ciągu trwania „Budowy Nr 1 NKWD” z miejsca pracy zbiegło około 1,5 tys. ludzi.
Komendantem obozu był Iwan Fediukow.

## Literatura
- Encyklopedia II wojny światowej, Warszawa, s. 78-79.